# Brimington
Brimington är en civil parish i Storbritannien.   Den ligger i distriktet Chesterfield i grevskapet Derbyshire i riksdelen England, i den sydöstra delen av landet, 210 km norr om huvudstaden London.